# 科楚奇黑棘鯛
科楚奇黑棘鯛為輻鰭魚綱鱸形目鱸亞目鯛科的其中一種，分布於西北太平洋區，圖們江河口、聖彼得灣海域，體長可達12.3公分，棲息在沿海海域，可做為食用魚。